# Muurusrova
Muurusrova är en kulle i Finland. Den ligger i Enontekis kommun landskapet Lappland, i den norra delen av landet, 900 km norr om huvudstaden Helsingfors. Toppen på Muurusrova är 340 meter över havet.
Terrängen runt Muurusrova är platt.  Trakten runt Muurusrova är nära nog obefolkad, med mindre än två invånare per kvadratkilometer.